# Agnès Sorel
Agnès Sorel (ur. ok. 1422 w Fromenteau (Yzeures-sur-Creuse), zm. 9 lutego 1450 w Anneville-sur-Seine) – metresa króla Francji Karola VII.
Agnès Sorel była córką Jeana Soreau, żołnierza z niższej warstwy rycerstwa, i Catheriny de Maignelais. Początkowo była damą dworu Izabeli, księżnej Lotaryngii i małżonki króla René I Andegaweńskiego. We współczesnych źródłach jest opisywana jako nadzwyczaj piękna i inteligentna młoda kobieta.
W czasie odwiedzin u swojego szwagra król Francji po raz pierwszy spotkał Agnès Sorel. W następnych latach rozwinął się ich romans. Władca mianował swoją kochankę honorową damą dworu swojej żony Marii Andegaweńskiej, a także podarował jej liczne zamki i dobra: Bois-Trousseau, Roquecezière w Rouergue, Vernon-sur-Seine oraz Beauté-sur-Marne koło Paryża. Członkowie jej rodziny zajęli ważne miejsca na dworze. Agnès nazywano "Dame de Beauté". Przydomek pochodził od nazwy jej pałacu w Beauté-sur-Marne.
W 1444 r. została oficjalną kochanką króla Francji. Karol VII był pierwszym francuskim monarchą, który zdecydował się na taki krok. Agnès urodziła władcy cztery córki, z których jedna zmarła w wieku niemowlęcym. W 1450 r. podczas toczącej się wojny z Anglią odwiedziła Karola w obozie wojskowym w Jumièges w Normandii. Była wówczas w ciąży z najmłodszym dzieckiem. Wkrótce po urodzeniu ostatniej córki Agnès poważnie zachorowała. Jej dolegliwości opisywano jako rozwolnienie. Krążyły jednak pogłoski, że została otruta. Zmarła 9 lutego 1450 r. około 6 po południu na zamku Anneville-sur-Seine. Jej zwłoki, z wyjątkiem serca, złożono w kościele Saint-Ours w Loches.
Podejrzenia o zamordowanie Agnès Sorel padły na syna Karola VII późniejszego króla Ludwika XI. W 2004 r. otwarto jej grób. Szczątki zbadał patolog Philippe Charlier, którzy stwierdził, że zmarła ona w wyniku zatrucia rtęcią. Nie oznacza to jednak potwierdzenia tezy o morderstwie. Wiadomo, że Agnès podczas ciąży cierpiała z powodu pasożytów. Schorzenie to leczono wówczas rtęcią. W takim wypadku łatwo jest o przedawkowanie.
Na podstawie znalezionej w grobie czaszki udało się zrekonstruować wygląd Agnès. 2 kwietnia 2005 r. w obecności francuskiej arystokracji odbył się jej ponowny pogrzeb.

## Potomstwo[2]
- Marie Marguerite de Valois (ur. ok. 1444, zm. 1473), 28 października 1458 poślubiła Oliviera de Coëtivy, pana na Taillebourg.
- Charlotte (ur. ok. 1446, zm. 1477), w 1462 poślubiła Jacques’a de Brézé, który zabił ją ciosem miecza, przyłapawszy na zdradzie małżeńskiej .
- Jeanne (ur. ok. 1448), 25 grudnia 1461 za sprawą Ludwika XI poślubiła Antoine de Bueil.
- córka (ur. i zm. 3 lutego 1450) – zmarła kilka godzin po urodzeniu.

## Literatura
- Eleanor Herman, Liebe im Schatten der Krone. Die Geschichte der königlichen Mätressen, Fischer, Frankfurt/M. 2004, ISBN 3-596-15987-3.